# Hoàng Quốc Việt
Hoàng Quốc Việt (Geburtsname: Hạ Bá Cang; * 28. Mai 1905 in Võ Giàng, Provinz Bắc Ninh, Französisch-Indochina; † 25. Dezember 1992 in Hanoi) war ein vietnamesischer Politiker der Kommunistischen Partei Vietnams (Đảng Cộng sản Việt Nam).

## Leben
Hoàng Quốc Việt besuchte die Berufsschule und engagierte sich zusammen mit Nguyễn Đức Cảnh und Ngô Gia Tự 1925 an Protesten gegen die französische Kolonialverwaltung. Danach arbeitete er in verschiedenen Fabriken in der Provinz Thái Nguyên, Quảng Yên sowie in Hải Phòng. 1928 trat er der 1925 von Hồ Chí Minh gegründeten Vietnamesischen Revolutionären Jugendliga (Hội Việt Nam Cách mạng Thanh niên) und wurde nach seiner Entlassung als Fabrikarbeiter 1929 Sekretär der Jugendliga. 1930 ging er nach Cochinchina und wurde Mitglied des Zentralkomitees (ZK) der am 3. Februar 1930 gegründeten Kommunistischen Partei Indochinas. Aufgrund seiner politischen Aktivitäten wurde er von der Kolonialverwaltung festgenommen und befand sich mit 1936 zusammen mit Nguyễn Văn Cừ, Lê Duẩn und Phạm Văn Đồng in Haft. Nach seiner Haftentlassung wurde er 1937 Sekretär des Parteikomitees in Nordvietnam, ehe er nach der Ausweisung aus Hanoi 1938 in die Provinzen Bắc Ninh und Bắc Giang ging. 1941 gehörte er zu den Teilnehmern des von Hồ Chí Minh geleiteten 8. Plenum des ZK und wurde dort zum Mitglied des Zentralen Exekutivkomitees gewählt. 1945 gehörte er zu den Organisatoren der Augustrevolution im Südvietnam.
Auf dem II. Nationalkongress der Kommunistischen Partei Vietnams wurde er 19. Februar 1951 Mitglied des Politbüros und gehörte diesem bis Oktober 1955 an. Grund für seine Entlassung war seine Mitverantwortung bei der Landreform von 1954, die zwar zur Verteilung von Land an zwei Millionen armen Bauern, aber auch zu Zehn- bis Hunderttausenden Toten führte und ein Grund für den Exodus von einer Million Menschen nach Südvietnam war. 
1960 wurde er Nachfolger von Bùi Lâm als Vorsitzender der Obersten Volksanwaltschaft (Viện kiểm sát nhân dân tối cao) und verblieb in dieser Funktion bis zu seiner Ablösung durch Trần Hữu Dực 1976. 1975 wurde er Mitglied der Nationalversammlung (Quốc hội Việt Nam), der er von der fünften bis zum Ende der achten Legislaturperiode 1992 angehörte. Auf dem IV. Nationalkongress der Kommunistischen Partei Vietnams wurde er am 0. Dezember 1976 wieder zum Mitglied des ZK gewählt. Danach wurde er 1977 erster Vorsitzender der Vietnamesischen Vaterlandsfront VVF (Mặt Trận Tổ Quốc Việt Nam), der Dachorganisation der regierungstreuen Massenbewegung des Blockparteiensystems in Vietnam mit engen Verflechtungen zur Kommunistischen Partei und der Regierung. Diesen Posten hatte er bis 1983 inne, woraufhin Huỳnh Tấn Phát sein Nachfolger wurde. Nach seinem Tode wurde er auf dem Mai Dịch-Friedhof in Hanoi beigesetzt.
Er war mit Khuất Thị Bảy verheiratet, deren Bruder Khuất Duy Tiến ebenfalls Parteifunktionär war.